# 柱谷哲二

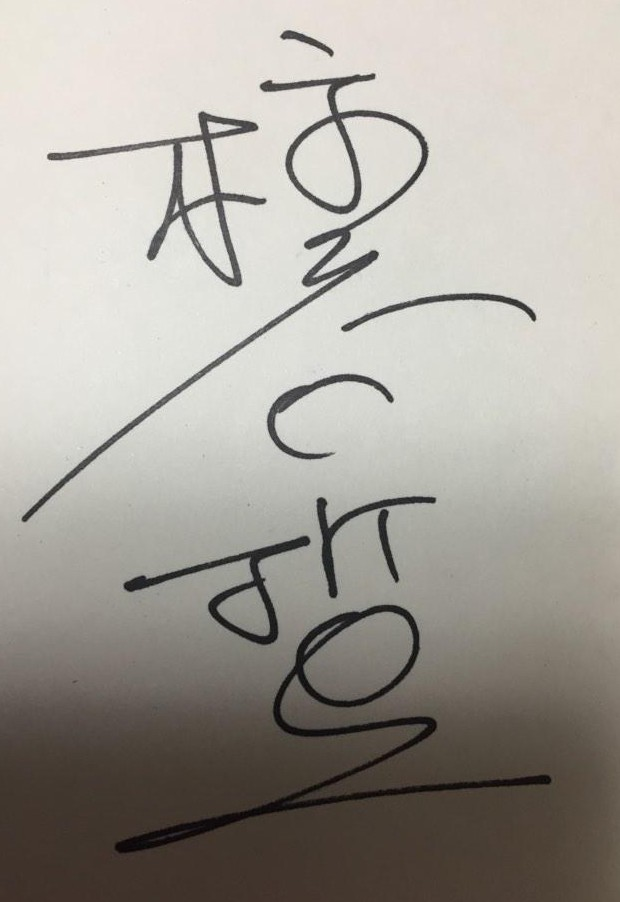
直筆サイン

柱谷 哲二（はしらたに てつじ、1964年7月15日 - ）は、京都府京都市出身の元プロサッカー選手、サッカー指導者・解説者。現役時代のポジションはディフェンダー、ミッドフィールダー。元日本代表。
元プロサッカー選手でサッカー指導者の柱谷幸一は実兄。
出場時の多くはキャプテンとしての出場であり、チームを激しく鼓舞するその姿から「闘将」と呼ばれた。現役引退後はJリーグ選手協会、Jリーグ選手OB会それぞれの初代会長を務める。

## 経歴

### 選手として
日産自動車サッカー部、ヴェルディ川崎、日本代表等でセンターバック、守備的MFを務め長年活躍。日産では加茂周監督の下、「ボランチ」という言葉が日本国内に普及する以前に中盤の底の役割を確立し、1992年にはこのポジションの選手としては初となるJSL年間最優秀選手に選出された。しかし1991-92年シーズンのJSLの終了後、日産のライバルチームである読売ヴェルディに移籍、すぐにJリーグカップ優勝を経験するなど、チームの中心メンバーの一人として1998年まで在籍した。1993年5月15日、Jリーグ開幕戦となったマリノス戦に出場、5月29日の浦和戦でJリーグ初ゴールを挙げた。1998年のシーズン終了後、高年俸だったことと、チームの若返りを図る意図からV川崎から「0円提示」。現役続行の意思を表明していたが、他チームからオファーが来ずそのまま現役を引退した。Jリーグでは通算183試合に出場、13ゴールを挙げた。
1988年1月27日のアラブ首長国連邦戦で代表デビューを果たすとこの試合で代表初ゴールを挙げた。1992年からのオフトジャパン時代にはキャプテンに指名される。1993年開催のワールドカップアメリカ大会アジア最終予選のイラク戦でも主将として先発フル出場、ドーハの悲劇を経験した。加茂ジャパン発足後もでもキャプテンに指名されていた。1996年オーストラリア遠征の代表メンバーに選出されていたが、この時はコンディションの悪さから参加を辞退、以降は怪我もあり代表から遠ざかった。1988年から1995年までの間に日本代表に選出され、Aマッチ72試合に出場した。

## 引退後
その後NHKなどで解説者を務めていた。
2002年、岡田武史の後任としてコンサドーレ札幌監督に内定。前年に講習を受けていたS級ライセンス取得後に正式に就任となった。J1リーグ戦と ナビスコカップを含めた公式戦13試合で2勝と低迷し、2002 FIFAワールドカップ開催中の6月に解任された。札幌は16チーム中最下位でJ2リーグへ降格した。
2001年から2002年まで国士舘大学サッカー部のコーチに就任したが、天皇杯で国見高校に敗れた。
2003年に浦和レッドダイヤモンズのコーチに就任し、主にサテライトを中心に指導。
2005年にJ2・東京ヴェルディ1969のコーチに就任。2006年から監督を務めるラモス瑠偉をサポートし2年がかりでのJ1復帰を果たした。
2008年からラモスの監督退任に伴い東京Vの監督に就任。札幌時代以来、6年ぶりとなるJ1クラブの指揮を執ることになった。最終節の敗戦を受けて、18チーム中17位と降格が決定。シーズン終了後に監督を退任した。
2009年、Jリーグ選手OB会初代会長に就任した。
2011年シーズンより、J2・水戸ホーリーホック監督に就任。2015年6月、成績不振により解任された。
2016年シーズンより、J3・ガイナーレ鳥取監督に就任 したが、同シーズン限りでの退任が11月に発表された。
2017年シーズンより、JFLのヴァンラーレ八戸監督に就任。2017年11月、昇格を果たせなかったことなどを理由として八戸の監督を退任した。
2018年3月、花巻東高校サッカー部のテクニカルアドバイザーに就任。
同年6月20日、J3・ギラヴァンツ北九州の監督に就任。11月2日、契約満了により北九州の監督を退任すると発表された。

## エピソード
- 横浜F・マリノスへのライバル心が強く、試合後の会見で「1993年Jリーグ開幕節で負けたときのことを今でも覚えている。その時の悔しさが少しでも晴れたのかと」とコメントしている[21] が、柱谷はJリーグ開幕前までは日産の選手であり、チームに溶け込むのに時間がかかったほどである[22]。
- 1994年W杯予選中に、選手、監督が瓦解しそうになるが、キャプテンとしてラモス瑠偉を始めチームメイトとの話し合いを重ね、チームを1つにまとめ上げた[23]。
- 2012年4月8日の千葉戦ではレフェリーの判定に対して納得がいかず、ペットボトルを叩きつけたことによって退席処分、1試合のベンチ入り禁止処分を受けている[24]。

## 所属クラブ
- 1980年 - 1982年 京都商業高校（現・京都学園高校）[1]
- 1983年 - 1986年 国士舘大学[1]
- 1987年 - 1992年 日産自動車[1]
- 1992年 - 1998年 ヴェルディ川崎[1]

## 個人成績
| 国内大会個人成績 | 国内大会個人成績 | 国内大会個人成績 | 国内大会個人成績 | 国内大会個人成績 | 国内大会個人成績 | 国内大会個人成績 | 国内大会個人成績 | 国内大会個人成績 | 国内大会個人成績 | 国内大会個人成績 | 国内大会個人成績 |
| 年度             | クラブ           | 背番号           | リーグ           | リーグ戦         | リーグ戦         | リーグ杯         | リーグ杯         | オープン杯       | オープン杯       | 期間通算         | 期間通算         |
| 年度             | クラブ           | 背番号           | リーグ           | 出場             | 得点             | 出場             | 得点             | 出場             | 得点             | 出場             | 得点             |
| 日本             | 日本             | 日本             | 日本             | リーグ戦         | リーグ戦         | JSL杯/ナビスコ杯 | JSL杯/ナビスコ杯 | 天皇杯           | 天皇杯           | 期間通算         | 期間通算         |
| ---------------- | ---------------- | ---------------- | ---------------- | ---------------- | ---------------- | ---------------- | ---------------- | ---------------- | ---------------- | ---------------- | ---------------- |
| 1987-88          | 日産             | 16               | JSL1部           | 12               | 0                | 0                | 0                | 3                | 0                | 15               | 0                |
| 1988-89          | 日産             | 16               | JSL1部           | 22               | 0                | 5                | 0                | 5                | 0                | 32               | 0                |
| 1989-90          | 日産             | 4                | JSL1部           | 21               | 2                | 4                | 0                | 5                | 0                | 30               | 2                |
| 1990-91          | 日産             | 5                | JSL1部           | 20               | 0                | 4                | 0                |                  |                  |                  |                  |
| 1991-92          | 日産             | 5                | JSL1部           | 22               | 0                | 3                | 0                |                  |                  |                  |                  |
| 1992             | V川崎            | -                | J                | -                | -                | 11               | 0                | 5                | 0                | 16               | 0                |
| 1993             | V川崎            | -                | J                | 31               | 3                | 1                | 0                | 2                | 0                | 34               | 3                |
| 1994             | V川崎            | -                | J                | 40               | 2                | 3                | 0                | 2                | 0                | 45               | 2                |
| 1995             | V川崎            | -                | J                | 46               | 5                | -                | -                | 2                | 0                | 48               | 5                |
| 1996             | V川崎            | -                | J                | 22               | 2                | 10               | 0                | 0                | 0                | 32               | 2                |
| 1997             | V川崎            | 5                | J                | 16               | 0                | 3                | 0                | 2                | 0                | 21               | 0                |
| 1998             | V川崎            | 5                | J                | 28               | 1                | 2                | 0                | 3                | 0                | 33               | 1                |
| 通算             | 日本             | 日本             | J                | 183              | 13               | 30               | 0                | 16               | 0                | 229              | 13               |
| 通算             | 日本             | 日本             | JSL1部           | 97               | 2                | 16               | 0                |                  |                  |                  |                  |
| 総通算           | 総通算           | 総通算           | 総通算           | 280              | 0                |                  |                  |                  |                  |                  |                  |

その他の公式戦
- 1990年
  - コニカカップ 6試合1得点
- 1991年
  - コニカカップ 7試合0得点
- 1992年
  - ゼロックス・チャンピオンズ・カップ 1試合0得点
- 1993年
  - Jリーグチャンピオンシップ 2試合0得点
- 1994年
  - サンワバンクカップ 1試合0得点
  - XEROX SUPER CUP 1試合0得点
  - Jリーグチャンピオンシップ 2試合0得点
- 1995年
  - サンワバンクカップ 1試合0得点
  - XEROX SUPER CUP 1試合0得点
  - Jリーグチャンピオンシップ 2試合0得点
- 1997年
  - XEROX SUPER CUP 1試合1得点

## 個人タイトル
- 1991年 - 1992年 MVP（日本リーグ）
- 1993年 - Jリーグベストイレブン
- 1994年 - ベストイレブン
- 1995年 - ベストイレブン
- 1999年 - 功労選手賞

## 代表歴

### 試合数
- 国際Aマッチ 72試合 6得点[1]

| 日本代表 | 国際Aマッチ | 国際Aマッチ |
| 年       | 出場        | 得点        |
| -------- | ----------- | ----------- |
| 1988     | 5           | 1           |
| 1989     | 10          | 0           |
| 1990     | 6           | 1           |
| 1991     | 2           | 1           |
| 1992     | 11          | 0           |
| 1993     | 14          | 2           |
| 1994     | 9           | 1           |
| 1995     | 15          | 0           |
| 通算     | 72          | 6           |

### 出場
| No. | 開催日         | 開催都市       | スタジアム                                 | 対戦相手         | 結果        | 監督                         | 大会                         |
| --- | -------------- | -------------- | ------------------------------------------ | ---------------- | ----------- | ---------------------------- | ---------------------------- |
| 1.  | 1988年01月27日 | ドバイ         |                                            | アラブ首長国連邦 | △1-1        | 横山謙三                     | 国際親善試合                 |
| 2.  | 1988年01月30日 | アブダビ       |                                            | アラブ首長国連邦 | ●0-2        | 横山謙三                     | 国際親善試合                 |
| 3.  | 1988年02月02日 | マスカット     |                                            | オマーン         | △1-1        | 横山謙三                     | 国際親善試合                 |
| 4.  | 1988年06月02日 | 愛知県         | 名古屋市瑞穂公園陸上競技場                 | 中華人民共和国   | ●0-3        | 横山謙三                     | キリンカップ                 |
| 5.  | 1988年10月26日 | 東京都         | 国立霞ヶ丘競技場陸上競技場                 | 韓国             | ●0-1        | 横山謙三                     | 日韓定期戦                   |
| 6.  | 1989年01月20日 | テヘラン       |                                            | イラン           | △2-2        | 横山謙三                     | 国際親善試合                 |
| 7.  | 1989年05月05日 | ソウル         |                                            | 韓国             | ●0-1        | 横山謙三                     | 日韓定期戦                   |
| 8.  | 1989年05月10日 | 東京都         | 国立西が丘サッカー場                       | 中華人民共和国   | △2-2        | 横山謙三                     | 国際親善試合                 |
| 9.  | 1989年05月13日 | 岡山県         | 岡山県総合グラウンド陸上競技場             | 中華人民共和国   | ○2-0        | 横山謙三                     | 国際親善試合                 |
| 10. | 1989年05月22日 | 香港           |                                            | 香港             | △0-0        | 横山謙三                     | ワールドカップ予選           |
| 11. | 1989年05月28日 | インドネシア   |                                            | インドネシア     | △0-0        | 横山謙三                     | ワールドカップ予選           |
| 12. | 1989年06月04日 | 東京都         | 国立霞ヶ丘競技場陸上競技場                 | 北朝鮮           | ○2-1        | 横山謙三                     | ワールドカップ予選           |
| 13. | 1989年06月11日 | 東京都         | 国立西が丘サッカー場                       | インドネシア     | ○5-0        | 横山謙三                     | ワールドカップ予選           |
| 14. | 1989年06月18日 | 愛知県         | 神戸総合運動公園ユニバー記念競技場         | 香港             | △0-0        | 横山謙三                     | ワールドカップ予選           |
| 15. | 1989年06月25日 | 平壌           |                                            | 北朝鮮           | ●0-2        | 横山謙三                     | ワールドカップ予選           |
| 16. | 1990年07月27日 | 北京           |                                            | 韓国             | ●0-2        | 横山謙三                     | ダイナスティカップ           |
| 17. | 1990年07月29日 | 北京           |                                            | 中華人民共和国   | ●0-1        | 横山謙三                     | ダイナスティカップ           |
| 18. | 1990年07月31日 | 北京           |                                            | 北朝鮮           | ●0-1        | 横山謙三                     | ダイナスティカップ           |
| 19. | 1990年09月26日 | 北京           |                                            | バングラデシュ   | ○3-0        | 横山謙三                     | アジア大会                   |
| 20. | 1990年09月28日 | 北京           |                                            | サウジアラビア   | ●0-2        | 横山謙三                     | アジア大会                   |
| 21. | 1990年10月01日 | 北京           |                                            | イラン           | ●0-1        | 横山謙三                     | アジア大会                   |
| 22. | 1991年06月02日 | 山形県         | 山形県総合運動公園陸上競技場               | タイ             | ○1-0        | 横山謙三                     | キリンカップ                 |
| 23. | 1991年07月27日 | 長崎県         | 長崎県立総合運動公園陸上競技場             | 韓国             | ●0-1        | 横山謙三                     | 日韓定期戦                   |
| 24. | 1992年05月31日 | 東京都         | 国立霞ヶ丘競技場陸上競技場                 | アルゼンチン     | ●0-1        | ハンス・オフト               | キリンカップ                 |
| 25. | 1992年06月07日 | 愛媛県         | 愛媛県総合運動公園陸上競技場               | ウェールズ       | ●0-1        | ハンス・オフト               | キリンカップ                 |
| 26. | 1992年08月22日 | 北京           |                                            | 韓国             | △0-0        | ハンス・オフト               | ダイナスティカップ           |
| 27. | 1992年08月24日 | 北京           |                                            | 中華人民共和国   | ○2-0        | ハンス・オフト               | ダイナスティカップ           |
| 28. | 1992年08月26日 | 北京           |                                            | 北朝鮮           | ○4-1        | ハンス・オフト               | ダイナスティカップ           |
| 29. | 1992年08月29日 | 北京           |                                            | 韓国             | △2-2(PK4-2) | ハンス・オフト               | ダイナスティカップ           |
| 30. | 1992年10月30日 | 広島県         | 広島県立びんご運動公園陸上競技場           | アラブ首長国連邦 | △0-0        | ハンス・オフト               | アジアカップ                 |
| 31. | 1992年11月01日 | 広島県         | 広島広域公園陸上競技場                     | 北朝鮮           | △1-1        | ハンス・オフト               | アジアカップ                 |
| 32. | 1992年11月03日 | 広島県         | 広島広域公園陸上競技場                     | イラン           | ○1-0        | ハンス・オフト               | アジアカップ                 |
| 33. | 1992年11月06日 | 広島県         | 広島県総合グランドメインスタジアム         | 中華人民共和国   | ○3-2        | ハンス・オフト               | アジアカップ                 |
| 34. | 1992年11月08日 | 広島県         | 広島広域公園陸上競技場                     | サウジアラビア   | ○1-0        | ハンス・オフト               | アジアカップ                 |
| 35. | 1993年04月08日 | 愛知県         | 神戸総合運動公園ユニバー記念競技場         | タイ             | ○1-0        | ハンス・オフト               | ワールドカップ予選           |
| 36. | 1993年04月11日 | 東京都         | 国立霞ヶ丘競技場陸上競技場                 | バングラデシュ   | ○8-0        | ハンス・オフト               | ワールドカップ予選           |
| 37. | 1993年04月15日 | 東京都         | 国立霞ヶ丘競技場陸上競技場                 | スリランカ       | ○5-0        | ハンス・オフト               | ワールドカップ予選           |
| 38. | 1993年04月18日 | 東京都         | 国立霞ヶ丘競技場陸上競技場                 | アラブ首長国連邦 | ○2-0        | ハンス・オフト               | ワールドカップ予選           |
| 39. | 1993年04月28日 | ドバイ         |                                            | タイ             | ○1-0        | ハンス・オフト               | ワールドカップ予選           |
| 40. | 1993年04月30日 | ドバイ         |                                            | バングラデシュ   | ○4-1        | ハンス・オフト               | ワールドカップ予選           |
| 41. | 1993年05月05日 | ドバイ         |                                            | スリランカ       | ○6-0        | ハンス・オフト               | ワールドカップ予選           |
| 42. | 1993年05月07日 | アル・アイン   |                                            | アラブ首長国連邦 | △1-1        | ハンス・オフト               | ワールドカップ予選           |
| 43. | 1993年10月04日 | 東京都         | 国立霞ヶ丘競技場陸上競技場                 | コートジボワール | ○1-0(延長)  | ハンス・オフト               | アフロ・アジア選手権         |
| 44. | 1993年10月15日 | ドーハ         |                                            | サウジアラビア   | △0-0        | ハンス・オフト               | ワールドカップ予選           |
| 45. | 1993年10月18日 | ドーハ         |                                            | イラン           | ●1-2        | ハンス・オフト               | ワールドカップ予選           |
| 46. | 1993年10月21日 | ドーハ         |                                            | 北朝鮮           | ○3-0        | ハンス・オフト               | ワールドカップ予選           |
| 47. | 1993年10月25日 | ドーハ         |                                            | 韓国             | ○1-0        | ハンス・オフト               | ワールドカップ予選           |
| 48. | 1993年10月28日 | ドーハ         |                                            | イラク           | △2-2        | ハンス・オフト               | ワールドカップ予選           |
| 49. | 1994年05月22日 | 広島県         | 広島広域公園陸上競技場                     | オーストラリア   | △1-1        | パウロ・ロベルト・ファルカン | キリンカップ                 |
| 50. | 1994年05月29日 | 東京都         | 国立霞ヶ丘競技場陸上競技場                 | フランス         | ●1-4        | パウロ・ロベルト・ファルカン | キリンカップ                 |
| 51. | 1994年07月08日 | 愛知県         | 名古屋市瑞穂公園陸上競技場                 | ガーナ           | ○3-2        | パウロ・ロベルト・ファルカン | アシックスカップ             |
| 52. | 1994年07月14日 | 愛知県         | 神戸総合運動公園ユニバー記念競技場         | ガーナ           | ○2-1        | パウロ・ロベルト・ファルカン | アシックスカップ             |
| 53. | 1994年09月27日 | 東京都         | 国立霞ヶ丘競技場陸上競技場                 | オーストラリア   | △0-0        | パウロ・ロベルト・ファルカン | 国際親善試合                 |
| 54. | 1994年10月03日 | 広島県         | みよし運動公園陸上競技場                   | アラブ首長国連邦 | △1-1        | パウロ・ロベルト・ファルカン | アジア大会                   |
| 55. | 1994年10月05日 | 広島県         | 広島県総合グランドメインスタジアム         | カタール         | △1-1        | パウロ・ロベルト・ファルカン | アジア大会                   |
| 56. | 1994年10月09日 | 広島県         | 広島県立びんご運動公園陸上競技場           | ミャンマー       | ○5-0        | パウロ・ロベルト・ファルカン | アジア大会                   |
| 57. | 1994年10月11日 | 広島県         | 広島県総合グランドメインスタジアム         | 韓国             | ●2-3        | パウロ・ロベルト・ファルカン | アジア大会                   |
| 58. | 1995年01月06日 | リヤド         |                                            | ナイジェリア     | ●0-3        | 加茂周                       | インターコンチネンタル選手権 |
| 59. | 1995年01月08日 | リヤド         |                                            | アルゼンチン     | ●1-5        | 加茂周                       | インターコンチネンタル選手権 |
| 60. | 1995年02月15日 | シドニー       |                                            | オーストラリア   | ●1-2        | 加茂周                       | 国際親善試合                 |
| 61. | 1995年02月21日 | 香港           |                                            | 韓国             | △1-1        | 加茂周                       | ダイナスティカップ           |
| 62. | 1995年02月23日 | 香港           |                                            | 中華人民共和国   | ○2-1        | 加茂周                       | ダイナスティカップ           |
| 63. | 1995年02月26日 | 香港           |                                            | 韓国             | △2-2(PK5-3) | 加茂周                       | ダイナスティカップ           |
| 64. | 1995年05月21日 | 広島県         | 広島広域公園陸上競技場                     | スコットランド   | △0-0        | 加茂周                       | キリンカップ                 |
| 65. | 1995年05月28日 | 東京都         | 国立霞ヶ丘競技場陸上競技場                 | エクアドル       | ○3-0        | 加茂周                       | キリンカップ                 |
| 66. | 1995年06月03日 | ロンドン       |                                            | イングランド     | ●1-2        | 加茂周                       | アンブロカップ               |
| 67. | 1995年06月10日 | ノッティンガム |                                            | スウェーデン     | △2-2        | 加茂周                       | アンブロカップ               |
| 68. | 1995年08月06日 | 京都府         | 京都市西京極総合運動公園陸上競技場兼球技場 | コスタリカ       | ○3-0        | 加茂周                       | 国際親善試合                 |
| 69. | 1995年08月09日 | 東京都         | 国立霞ヶ丘競技場陸上競技場                 | ブラジル         | ●1-5        | 加茂周                       | サン・スパークカップ         |
| 70. | 1995年09月20日 | 東京都         | 国立霞ヶ丘競技場陸上競技場                 | パラグアイ       | ●1-2        | 加茂周                       | デサント・アディダスマッチ   |
| 71. | 1995年10月24日 | 東京都         | 国立霞ヶ丘競技場陸上競技場                 | サウジアラビア   | ○2-1        | 加茂周                       | デサント・アディダスマッチ   |
| 72. | 1995年10月28日 | 愛媛県         | 愛媛県総合運動公園陸上競技場               | サウジアラビア   | ○2-1        | 加茂周                       | デサント・アディダスマッチ   |

### 得点数
| # | 年     | 月日    | 開催地                   | 対戦相手         | スコア | 試合概要                            |
| - | ------ | ------- | ------------------------ | ---------------- | ------ | ----------------------------------- |
| 1 | 1988年 | 1月27日 | アラブ首長国連邦、ドバイ | アラブ首長国連邦 | 1-1    | 国際親善試合                        |
| 2 | 1990年 | 9月26日 | 中国、北京市             | バングラデシュ   | 3-0    | 1990年アジア競技大会                |
| 3 | 1991年 | 6月2日  | 日本、天童市             | タイ             | 1-0    | キリンカップサッカー                |
| 4 | 1993年 | 4月15日 | 日本、東京               | スリランカ       | 5-0    | 1994 FIFAワールドカップ・アジア予選 |
| 5 | 1993年 | 4月18日 | 日本、東京               | アラブ首長国連邦 | 2-0    | 1994 FIFAワールドカップ・アジア予選 |
| 6 | 1994年 | 10月5日 | 日本、尾道市             | ミャンマー       | 5-0    | 1994年アジア競技大会                |

## 指導歴
- 2001年 - 2002年  国士舘大学サッカー部 コーチ[1]
- 2002年 - 2002年  コンサドーレ札幌 監督[1]
- 2003年 - 2005年  浦和レッドダイヤモンズ コーチ[1]
- 2006年 - 2008年  東京ヴェルディ1969/東京ヴェルディ[1]
  - 2006年 - 2007年 コーチ[1]
  - 2008年 監督[1]
- 2010年  国士舘大学サッカー部 コーチ[1]
- 2011年 - 2015年6月  水戸ホーリーホック 監督[1]
- 2016年  ガイナーレ鳥取 監督
- 2017年  ヴァンラーレ八戸 監督
- 2018年 -  花巻東高校サッカー部テクニカルアドバイザー
- 2018年6月 - 同年12月 ギラヴァンツ北九州 監督[25]

## 監督成績
| 年度    | 所属    | クラブ  | リーグ戦 | リーグ戦 | リーグ戦 | リーグ戦 | リーグ戦 | リーグ戦 | カップ戦       | カップ戦  | 備考     |
| 年度    | 所属    | クラブ  | 順位     | 勝点     | 試合     | 勝       | 分       | 敗       | Jリーグカップ  | 天皇杯    | 備考     |
| ------- | ------- | ------- | -------- | -------- | -------- | -------- | -------- | -------- | -------------- | --------- | -------- |
| 2002    | J1      | 札幌    | -        | 3        | 7        | 1        | 0        | 6        | 予選リーグ敗退 | -         | 途中解任 |
| 2008    | J1      | 東京V   | 17位     | 37       | 34       | 10       | 7        | 17       | 予選リーグ敗退 | 4回戦敗退 |          |
| 2011    | J2      | 水戸    | 17位     | 42       | 38       | 11       | 9        | 18       | -              | ベスト16  |          |
| 2012    | J2      | 水戸    | 13位     | 56       | 42       | 15       | 11       | 16       | -              | 3回戦敗退 |          |
| 2013    | J2      | 水戸    | 15位     | 55       | 42       | 14       | 13       | 15       | -              | 3回戦敗退 |          |
| 2014    | J2      | 水戸    | 15位     | 50       | 42       | 12       | 14       | 16       | -              | 3回戦敗退 |          |
| 2015    | J2      | 水戸    | 21位     | 13       | 17       | 3        | 4        | 10       | -              | -         | 途中解任 |
| 2016    | J3      | 鳥取    | 15位     | 30       | 30       | 8        | 6        | 16       | -              | 2回戦敗退 |          |
| 2017    | JFL     | 八戸    | 5位      | 51       | 30       | 15       | 6        | 9        | -              | 3回戦敗退 |          |
| 2018    | J3      | 北九州  |          |          |          |          |          |          | -              | -         | 途中就任 |
| J1通算  | J1通算  | J1通算  | -        | -        | 41       | 11       | 7        | 23       | -              | -         | -        |
| J2通算  | J2通算  | J2通算  | -        | -        | 177      | 55       | 51       | 75       | -              | -         | -        |
| J3通算  | J3通算  | J3通算  | -        | -        | 30       | 8        | 6        | 16       | -              | -         | -        |
| JFL通算 | JFL通算 | JFL通算 | -        | -        | 30       | 15       | 6        | 9        | -              | -         | -        |
| 総通算  | 総通算  | 総通算  | -        | -        | 248      | 74       | 70       | 114      | -              | -         | -        |

## 書籍

### 著書
- 日本サッカー 革命の記憶と予感（Kosaido soccer selection、2002年3月13日）ISBN 9784331508732